# Pecaya (paroisse civile)
Pour les articles homonymes, voir Pecaya.
Pecaya est l'une des deux paroisses civiles de la municipalité de Sucre dans l'État de Falcón au Venezuela. Sa capitale est Pecaya.

## Géographie

### Démographie
Hormis sa capitale Pecaya, la paroisse civile comporte plusieurs localités dont :
- Las Vegas
- Pecaya
- Yurumita